# Hoplia simplex
Hoplia simplex är en skalbaggsart som beskrevs av Sharp 1876. Hoplia simplex ingår i släktet Hoplia och familjen Melolonthidae. Inga underarter finns listade i Catalogue of Life.